# Hemming (kätteridömd)
Hemming, död efter år 1442, var en östgötsk medeltida man som dömdes till döden för kätteri. Då Hemming sedermera tog tillbaka sina utsagor avbröts verkställandet av domen.
Hemming framträdde inför munkarna i Vadstena år 1442 och sade sig vara utsänd av Jungfru Maria. Han framlade artiklar vars lära gick emot religionens stadgar. Han dömdes av biskopen i Linköping för kätteri till att bli "svältkedjad" i fängelse, vilket snabbt fick honom att "nedbruten av svält" ta tillbaka allt.
Han slapp då brännas på bål och fick halvnaken gå i procession efter biskop, präster och allmänhet. Han bar en knippa ved på ryggen och brinnande ljus i händerna som symbol för straffet han sluppit och förkunnade högt att han förtjänade att brännas om han återföll i synd. En vecka senare upplästes hans artiklar för honom i Vadstena, där han fick förneka dem.